# Theope dabrerae
Theope dabrerae is een vlindersoort uit de familie van de prachtvlinders (Riodinidae), onderfamilie Riodininae.
Theope dabrerae werd in 1996 beschreven door Hall, J & Willmott.